# Cheetham-Eiszunge
Die Cheetham-Eiszunge ist eine kurze Gletscherzunge an der Scott-Küste des ostantarktischen Viktorialands. Sie mündet zwischen der Lamplugh-Insel und der Whitmer-Halbinsel in das Rossmeer. Die Gletscherzunge wird teilweise gespeist vom Davis-Gletscher und von Eismassen, die von der Lamplugh-Insel und der Whitmer-Halbinsel abfließen. 
Entdeckt wurde sie von Teilnehmern der Nimrod-Expedition (1907–1909) unter dem britischen Polarforscher Ernest Shackleton. Benannt ist sie nach dem Seemann Alfred Cheetham, der mehrfach Mitglied bei Shackletons und Robert Falcon Scotts Antarktisexpeditionen war.